# Kuhlenhof (Korschenbroich)

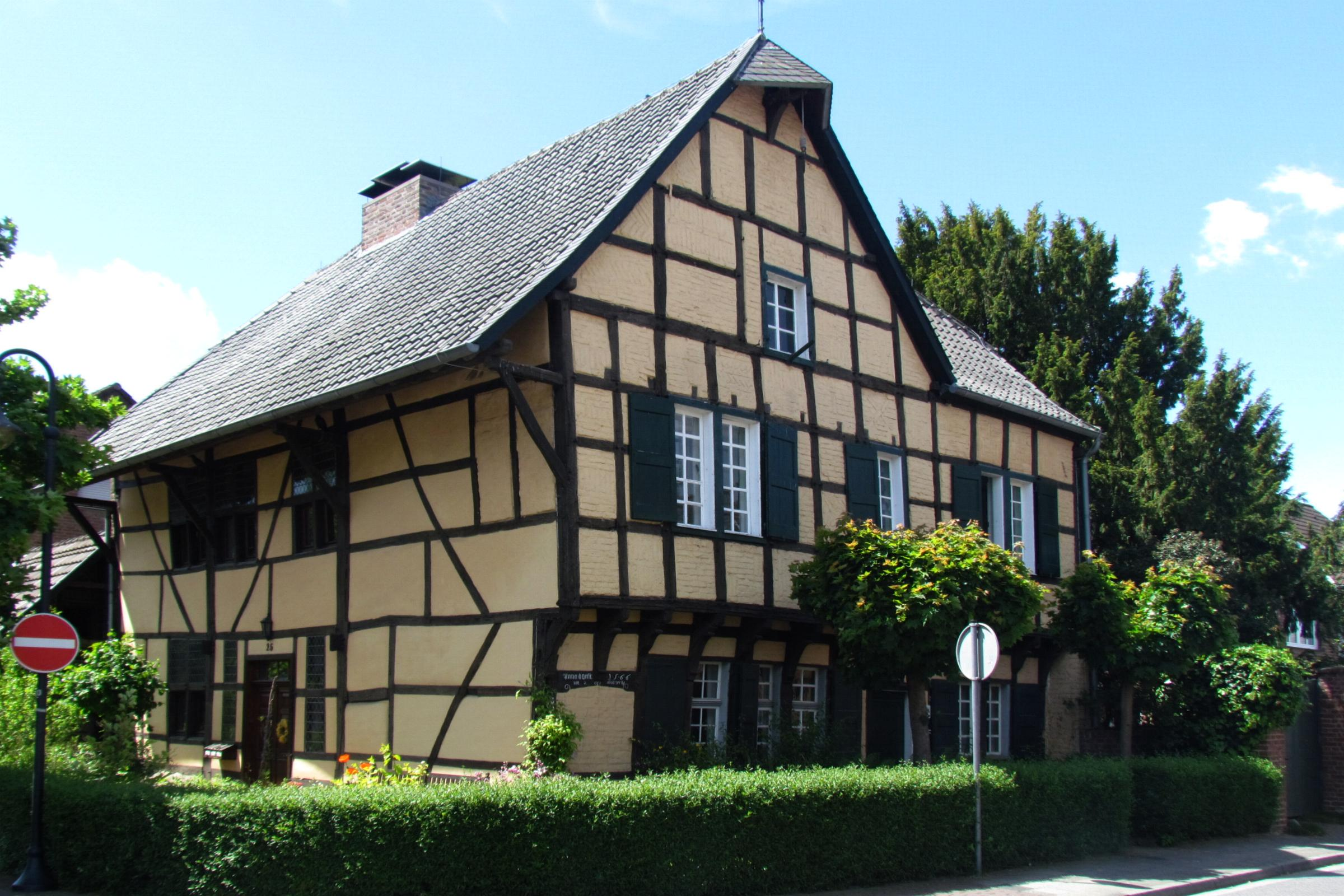
Kuhlenhof

Der Kuhlenhof steht in Korschenbroich  im Rhein-Kreis Neuss in Nordrhein-Westfalen, Mühlenstraße 25.
Das Gebäude wurde 1566 erbaut und unter Nr. 026 am 22. August 1985 in die Liste der Baudenkmäler in Korschenbroich eingetragen.

## Architektur
Der ehemalige Fachwerkwinkelhof ist heute ein zweigeschossiges Wohnhaus mit vorkragendem Obergeschoss in nicht durchgezogenen Achsen. Holzgewände, die linke Seite, giebelständig, rechte Seite verschiefert, Krüppelwalmdach; rückwärtig Backsteinanbauten. Inschriftplatte mit Jahreszahl. Die Fenster wurden im 19. Jh. verändert.